# Iglesia de San Felipe Howard (Isla Norfolk)
La Iglesia de San Felipe Howard (en inglés: Church of St Philip Howard) es el nombre que recibe un edificio religioso afiliado a la Iglesia Católica que se encuentra ubicado en la Avenida Queen Elizabeth y John Adams Road en la localidad de Kingston en la Isla Norfolk un territorio externo de Australia en el Océano Pacífico.
El templo establecido en 1959 sigue el rito romano o latino y depende de la misión de la Catedral de Santa María sede de la Archidiócesis metropolitana de Sídney (Archidioecesis Sydneyensis) que fue elevada a su actual estatus en 1842. Fue rededicada a San Felipe Howard después de la visita del Cardenal James Freeman. San Felipe Howard fue un noble inglés reconocido como un santo de la Iglesia Católica. Fue canonizado por el Papa Pablo VI en 1970, como uno de los Cuarenta Mártires de Inglaterra y Gales.
La parroquia ha sido visitada por el Arzobispo de Sídney desde 2003 a pesar de lo alejada que está de la costa australiana.